# テンプルの上海脱出
『テムプルちゃんの上海脱出』 (Stowaway) は1936年制作のアメリカ合衆国の映画。ウィリアム・A・サイター監督のミュージカル。シャーリー・テンプル主演作。
シャーリー・テンプルの代表作の一つ。シャーリー・テンプルが、フレッド・アステアとジンジャー・ロジャースや、アル・ジョルソンや、エディ・カンターの物真似をするダンス・シーンや、子守歌の「グッド・ナイト・マイ・ラヴ」は有名。

## キャスト
- ティン・ティン（宣教師の娘）： シャーリー・テンプル
- トミー・ランダル： ロバート・ヤング
- スーザン・パーカー： アリス・フェイ
- 大佐： ユージン・パレット
- ホープ夫人： ヘレン・ウェストリー
- アトキンス： アーサー・トレチャー

## ストーリー
中国で両親を殺されてしまった宣教師の孤児ティン・ティンが、通訳を必要としている大金持ちの青年トミーと友人になる。だが、彼女はトミーの車の中で眠っていたところ、その車ごとアメリカ行きの汽船に乗ってしまい、密航者としてトミーと再会することになった。
船賃が手に入っても、密航者である彼女はいずれ船を下りなければならず、漢口の孤児院に送られることになってしまう。
トミーはティン・ティンを救うべく、知り合いのスーザンに形だけの結婚をして、ティン・ティンを養子に迎えたいと頼み込んだ。
かくしてトミーとスーザンは結婚して、ティン・ティンを養女に迎えることができたが、アメリカへ渡った際、トミーとスーザンは離婚提訴をした。
二人が愛し合っていることを知っていたティン・ティンは、判事に頼み込んで二人の訴状を取り下げてもらった。
かくして、トミーとスーザンとティン・ティンは、アメリカで幸せな生活を得ることができたのであった。